# Adrián Fuentes Fidalgo
Adrián Fuentes Fidalgo es un jugador de baloncesto profesional de nacionalidad española. Actualmente forma parte de la plantilla del CB Marbella de la Liga LEB Plata.

## Trayectoria
Se formó como baloncestista en las categorías inferiores del Unicaja Málaga llegando a debutar en la liga EBA a la edad de 18 años. Tras jugar tres campañas, hasta la temporada 2008-09,  en Clínicas Rincón Axarquía, club vinculado al Unicaja del que llegó a ser capitán, firmó un contrato con el Xacobeo Blu:Sens de ACB.
La temporada 2010/11 militó en las filas del Palencia Baloncesto de liga LEB Oro y tras concluir la misma, en julio de 2011 llegó a un acuerdo con el CB Canarias conjunto con el que ascenderá a la liga ACB.

## Clubes
- Categorías inferiores Unicaja Málaga
- 2006-09. LEB. CB Axarquía
- 2010 LEB Oro. Xacobeo Blu:Sens
- 2010-11 LEB Oro. Club Deportivo Maristas Palencia
- 2011-12 LEB Oro. Iberostar Canarias
- 2012 LEB Oro.CB Peñas Huesca
- 2013 LEB Oro. Basket Navarra Club
- 2013-14 LEB Oro. Club Melilla Baloncesto
- 2014-16 LEB Plata. CB Lucentum Alicante
- 2016-17 LEB Plata. Basket Navarra Club
- 2017-18 LEB Plata. CB Plasencia
- 2018-19 LEB Oro. Real Canoe
- 2019-presente LEB Plata. CB Marbella